# 제모섬
제모섬(Jemo Island)은 태평양에 위치한 마셜 제도의 섬으로, 라타크 열도에 속한다. 타원 모양을 띠고 있으며 리키에프 환초 북동쪽에 위치한다. 육지 면적은 0.16km2이다.